# Chicoreus subpalmatus
Chicoreus subpalmatus is een slakkensoort uit de familie van de Muricidae. De wetenschappelijke naam van de soort is voor het eerst geldig gepubliceerd in 1988 door Houart.